# فلیکس آندریس وینینگ ماینزز
فلیکس آندریس وینینگ ماینزز (انگلیسی: Felix Andries Vening Meinesz؛ ۳۰ ژوئیه ۱۸۸۷ – ۱۰ اوت ۱۹۶۶) دانشمند در زمینه ژئوفیزیک و زمین‌سنجی اهل پادشاهی هلند بود.
وی همچنین برندهٔ جوایزی همچون مدال الکساندر اگسیز شده‌است.